# Institutionen för tillämpad informationsteknologi (Göteborgs universitet)
Institutionen för tillämpad informationsteknologi (ITIT) är en institution vid Göteborgs universitet. Institutionen har en tvärvetenskaplig profil där fokus på olika aspekter av samhällets digitalisering genomsyrar forskning, utbildning och samarbete med övriga samhället. Verksamheten är förlagd vid Campus Lindholmen i Göteborg.

## Historia
Mellan år 2001 och 2008 bedrevs forskning och utbildning under namnet IT-universitetet. År 2009 bildades formellt institutionen för tillämpad IT som sedan dess tillhör IT-fakulteten vid Göteborgs universitet. Fram till 30 april 2017 var institutionen integrerad mellan Göteborgs universitet och Chalmers tekniska högskola. Från 1 maj 2017 är ITIT en renodlad institution vid Göteborgs universitet.
Prefekter:

Urban Nulden 2009–2016

Fredrika Lagergren-Wahlin 2016–2017

Jonas Landgren 2018–2021

Johan Magnusson (tf) 2021 

Helena Lindholm 2021–

## Utbildningar
Vid institutionen bedrivs utbildning på grundläggande- och avancerad nivå inom informatik, lärande, kommunikation och kognitionsvetenskap med syftet att öka studenternas kunskap och förmåga att analysera, förstå och hantera olika aspekter av IT, samspelet mellan människor, och samspelet mellan människan och tekniken. Institutionen tillhandahåller även utbildning på forskarnivå.  

### Kandidatprogram
- Systemvetenskap: IT, människa och organisation
- Kognitionsvetenskapligt program

### Magisterprogram
- Lärande, Kommunikation och IT

### Masterprogram
- Master in Communication
- Digital Leadership
- Human-centered Artificial Intelligence

## Forskning
Forskningen är tvärdisciplinär och sker ofta i samarbete offentlig sektor och näringsliv, exempelvis skolor, MSB, Polisen, RISE och Världskulturmuseet.

## Avdelningar
Avdelningen för Informatik
Avdelningen för Kognition och kommunikation
Avdelningen för Lärande, kommunikation och IT
Avdelningen för Människa-Datorinteraktion